# Aachener Turn- und Sportverein Alemannia 1900 1983-1984
Questa voce raccoglie le informazioni riguardanti l'Aachener Turn- und Sportverein Alemannia 1900 nelle competizioni ufficiali della stagione 1983-1984.

## Stagione
Nella stagione 1983-1984 l'Alemannia, allenato da Erhard Ahmann e Rolf Grünther, concluse il campionato di 2. Bundesliga al 6º posto. In Coppa di Germania l'Alemannia fu eliminato agli ottavi di finale dal Werder Brema.

## Rosa
| N. |                     | Ruolo | Calciatore        |
| -- | ------------------- | ----- | ----------------- |
|    | Germania (bandiera) | P     | Johannes Kau      |
|    | Germania (bandiera) | P     | Jupp Koitka       |
|    | Germania (bandiera) | D     | Norbert Dörmann   |
|    | Germania (bandiera) | D     | Friedhelm Frenken |
|    | Germania (bandiera) | D     | Dietmar Grabotin  |
|    | Germania (bandiera) | D     | Rolf Grünther     |
|    | Germania (bandiera) | D     | Manfred Jansen    |
|    | Spagna (bandiera)   | D     | Jo Montanes       |
|    | Germania (bandiera) | D     | Thomas Krisp      |
|    | Germania (bandiera) | D     | Johannes Nelles   |
|    | Germania (bandiera) | D     | Holger Neumann    |

| N. |                     | Ruolo | Calciatore          |
| -- | ------------------- | ----- | ------------------- |
|    | Germania (bandiera) | D     | Jost Nobis          |
|    | Germania (bandiera) | D     | Bernhard Olck       |
|    | Germania (bandiera) | D     | Friedhelm Sturm     |
|    | Germania (bandiera) | C     | Norbert Buschlinger |
|    | Germania (bandiera) | C     | Robert Kroll        |
|    | Germania (bandiera) | C     | Jürgen Metze        |
|    | Germania (bandiera) | C     | Dietmar Poqué       |
|    | Germania (bandiera) | C     | Helmut Schütt       |
|    | Germania (bandiera) | A     | Bernd Hensel        |
|    | Germania (bandiera) | A     | Helmut Rombach      |
|    | Germania (bandiera) | A     | Arno Wolf           |

## Organigramma societario
Area tecnica
- Allenatore: Rolf Grünther
- Allenatore in seconda: Willi Haag
- Preparatore dei portieri:
- Preparatori atletici:

## Calciomercato

### Sessione estiva
| Acquisti | Acquisti        | Acquisti          | Acquisti |
| R.       | Nome            | da                | Modalità |
| -------- | --------------- | ----------------- | -------- |
| D        | Friedhelm Sturm | Kickers Stoccarda |          |

| Cessioni | Cessioni           | Cessioni        | Cessioni |
| R.       | Nome               | a               | Modalità |
| -------- | ------------------ | --------------- | -------- |
| C        | Wayne Thomas       | Uerdingen 05    |          |
| C        | Helmut Balke       | Duisburg        |          |
| C        | Werner Bertrams    | SC Jülich 1910  |          |
| A        | Pierre Dickert     | Saarbrücken     |          |
| C        | Frank Elser        | Ulma            |          |
| C        | Harald Kügler      | Wattenscheid 09 |          |
| D        | Werner Malischke   | SV Baesweiler   |          |
| A        | Karl-Heinz Mödrath | Eastern         |          |

### Sessione invernale
| Acquisti | Acquisti | Acquisti | Acquisti |
| R.       | Nome     | da       | Modalità |
| -------- | -------- | -------- | -------- |

| Cessioni | Cessioni | Cessioni | Cessioni |
| R.       | Nome     | a        | Modalità |
| -------- | -------- | -------- | -------- |

## Risultati

### 2. Bundesliga

#### Girone di andata
| Osnabrück 5 agosto 1983, ore 20:00 CEST 1ª giornata | Osnabrück | 0 – 0 referto | Alemannia Aquisgrana | Stadion an der Bremer Brücke (5 500 spett.)\| Arbitro: \| Gabor \| |
| Arbitro:                                            | Gabor     |               |                      |                                                                    |

| Arbitro: | Barnick |

|                              |           |                   |
| Rombach 2’ Thomas 24’ (rig.) | Marcatori | 22’ (aut.) Thomas |

| Hannover 13 agosto 1983, ore 15:00 CEST 3ª giornata | Hannover 96 | 0 – 0 referto | Alemannia Aquisgrana | Niedersachsenstadion (4 200 spett.)\| Arbitro: \| Schmidhuber \| |
| Arbitro:                                            | Schmidhuber |               |                      |                                                                  |

| Arbitro: | Schäfer |

|                      |           |                   |
| Wolf 10’ Rombach 17’ | Marcatori | 78’ (rig.) Dubski |

| Arbitro: | Huster |

|                    |           |            |
| Löw 14’ Dämgen 90’ | Marcatori | 69’ Thomas |

| Aquisgrana 31 agosto 1983, ore 19:30 CEST 6ª giornata | Alemannia Aquisgrana | 0 – 0 referto | Karlsruhe | Stadio Tivoli (13 000 spett.)\| Arbitro: \| Heitmann \| |
| Arbitro:                                              | Heitmann             |               |           |                                                         |

| Arbitro: | Zimmermann |

|  |           |                      |
|  | Marcatori | 18’ Wolf 44’ Rombach |

| Arbitro: | Kasperowski |

|                      |           |                        |
| Wolf 17’ Frenken 45’ | Marcatori | 69’ Nehoda 76’ Kispert |

| Aquisgrana 17 settembre 1983, ore 15:00 CEST 9ª giornata | Alemannia Aquisgrana | 0 – 0 referto | Fortuna Colonia | Stadio Tivoli (7 000 spett.)\| Arbitro: \| Retzmann \| |
| Arbitro:                                                 | Retzmann             |               |                 |                                                        |

| Arbitro: | Wiesel |

|                       |           |                                                       |
| Kober 76’ Wegmann 81’ | Marcatori | 29’ Thomas 51’ Frenken 66’ Rombach 82’ (aut.) Richter |

| Arbitro: | Eli |

|                                          |           |  |
| Grünther 38’ Thomas 83’ (rig.) Poqué 89’ | Marcatori |  |

| Arbitro: | Diekert |

|                      |           |                       |
| Klinsmann 55’ (rig.) | Marcatori | 60’ Poqué 83’ Rombach |

| Arbitro: | Waltert |

|             |           |  |
| Rombach 75’ | Marcatori |  |

| Oberhausen 29 ottobre 1983, ore 15:00 CET 14ª giornata | RW Oberhausen | 0 – 0 referto | Alemannia Aquisgrana | Niederrheinstadion (1 000 spett.)\| Arbitro: \| Kespohl \| |
| Arbitro:                                               | Kespohl       |               |                      |                                                            |

| Arbitro: | Wahmann |

|                             |           |           |
| Rombach 57’ (rig.) Olck 90’ | Marcatori | 7’ Kakoko |

| Arbitro: | Bruch |

|                        |           |  |
| Traser 10’ Bönisch 83’ | Marcatori |  |

| Arbitro: | Neuner |

|             |           |                          |
| Grünther 9’ | Marcatori | 72’ Thon 89’ Clute-Simon |

| Arbitro: | Hellwig |

|           |           |                       |
| Steer 85’ | Marcatori | 31’ Rombach 42’ Sturm |

| Arbitro: | Niebergall |

|                  |           |  |
| Rombach 63’, 86’ | Marcatori |  |

#### Girone di ritorno
| Arbitro: | Broska |

|          |           |  |
| Olck 56’ | Marcatori |  |

| Arbitro: | Reinstädtler |

|                       |           |                        |
| Frowein 47’ Glöde 79’ | Marcatori | 3’ Dörmann 43’ Rombach |

| Arbitro: | Hontheim |

|                                                                          |           |                   |
| Dörmann 33’, 66’ Rombach 57’ (rig.) Thiele 71’ (aut.) Steiner 86’ (aut.) | Marcatori | 31’ (rig.) Lorant |

| Arbitro: | Mierswa |

|                           |           |  |
| Notthoff 64’, 83’ Lay 86’ | Marcatori |  |

| Arbitro: | Osmers |

|                                  |           |                |
| Olck 7’ Rombach 43’ Montanes 71’ | Marcatori | 81’ (rig.) Löw |

| Arbitro: | Kasperowski |

|            |           |  |
| Schüler 5’ | Marcatori |  |

| Arbitro: | Bodmer |

|                            |           |               |
| Grabotin 30’, 62’ Wolf 76’ | Marcatori | 50’ Wulfmeier |

| Arbitro: | Scheuerer |

|                                       |           |                    |
| Vorreiter 37’ (rig.) Salisch 52’, 85’ | Marcatori | 49’ (rig.) Rombach |

| Arbitro: | Vasel |

|                           |           |  |
| Gede 60’ Hinterberger 75’ | Marcatori |  |

| Arbitro: | Meijerink |

|                    |           |              |
| Rombach 38’ (rig.) | Marcatori | 47’ Bakalorz |

| Arbitro: | Michel |

|  |           |           |
|  | Marcatori | 77’ Krisp |

| Arbitro: | Huster |

|  |           |            |
|  | Marcatori | 59’ Hobday |

| Arbitro: | Schäfer |

|            |           |                                     |
| Bialon 13’ | Marcatori | 49’ (rig.), 90’ Rombach 80’ Frenken |

| Aquisgrana 24 aprile 1984, ore 19:30 CEST 33ª giornata | Alemannia Aquisgrana | 0 – 0 referto | RW Oberhausen | Stadio Tivoli (5 000 spett.)\| Arbitro: \| Walz \| |
| Arbitro:                                               | Walz                 |               |               |                                                    |

| Arbitro: | Schmidhuber |

|                      |           |  |
| Hönnscheidt 36’, 85’ | Marcatori |  |

| Aquisgrana 5 maggio 1984, ore 15:00 CEST 35ª giornata | Alemannia Aquisgrana | 0 – 0 referto | Hessen Kassel | Stadio Tivoli (4 000 spett.)\| Arbitro: \| Werner \| |
| Arbitro:                                              | Werner               |               |               |                                                      |

| Arbitro: | Reinstädtler |

|                                                          |           |  |
| Täuber 1’, 72’ (rig.) Dierßen 28’ Stichler 34’ Kruse 48’ | Marcatori |  |

| Arbitro: | Risse |

|                                  |           |          |
| Rombach 23’ (rig.), 79’ Olck 32’ | Marcatori | 85’ Weiß |

| Arbitro: | Barnick |

|                                   |           |  |
| Jurgeleit 17’ Dum 22’ Schäfer 85’ | Marcatori |  |

### Coppa di Germania
| Arbitro: | Paulus |

|             |           |  |
| Rombach 52’ | Marcatori |  |

| Arbitro: | Ahlenfelder |

|                   |           |  |
| Thomas 85’ (rig.) | Marcatori |  |

| Arbitro: | Föckler |

|  |           |           |
|  | Marcatori | 95’ Meier |

## Statistiche

### Statistiche di squadra
| Competizione      | Punti | In casa | In casa | In casa | In casa | In casa | In casa | In trasferta | In trasferta | In trasferta | In trasferta | In trasferta | In trasferta | Totale | Totale | Totale | Totale | Totale | Totale | DR |
| Competizione      | Punti | G       | V       | N       | P       | Gf      | Gs      | G            | V            | N            | P            | Gf           | Gs           | G      | V      | N      | P      | Gf     | Gs     | DR |
| ----------------- | ----- | ------- | ------- | ------- | ------- | ------- | ------- | ------------ | ------------ | ------------ | ------------ | ------------ | ------------ | ------ | ------ | ------ | ------ | ------ | ------ | -- |
| 2. Bundesliga     | 44    | 19      | 11      | 6       | 2       | 31      | 13      | 19           | 6            | 4            | 9            | 18           | 30           | 38     | 17     | 10     | 11     | 49     | 43     | +6 |
| Coppa di Germania | -     | 3       | 2       | 0       | 1       | 2       | 1       | 0            | 0            | 0            | 0            | 0            | 0            | 3      | 2      | 0      | 1      | 2      | 1      | +1 |
| Totale            | 44    | 22      | 13      | 6       | 3       | 33      | 14      | 19           | 6            | 4            | 9            | 18           | 30           | 41     | 19     | 10     | 12     | 51     | 44     | +7 |

### Andamento in campionato
| Giornata  | 1  | 2 | 3 | 4 | 5 | 6 | 7 | 8 | 9 | 10 | 11 | 12 | 13 | 14 | 15 | 16 | 17 | 18 | 19 | 20 | 21 | 22 | 23 | 24 | 25 | 26 | 27 | 28 | 29 | 30 | 31 | 32 | 33 | 34 | 35 | 36 | 37 | 38 |
| --------- | -- | - | - | - | - | - | - | - | - | -- | -- | -- | -- | -- | -- | -- | -- | -- | -- | -- | -- | -- | -- | -- | -- | -- | -- | -- | -- | -- | -- | -- | -- | -- | -- | -- | -- | -- |
| Luogo     | T  | C | T | C | T | C | T | C | C | T  | C  | T  | C  | T  | C  | T  | C  | T  | C  | C  | T  | C  | T  | C  | T  | C  | T  | T  | C  | T  | C  | T  | C  | T  | C  | T  | C  | T  |
| Risultato | N  | V | N | V | P | N | V | N | N | V  | V  | V  | V  | N  | V  | P  | P  | V  | V  | V  | N  | V  | P  | V  | P  | V  | P  | P  | N  | V  | P  | V  | N  | P  | N  | P  | V  | P  |
| Posizione | 11 | 6 | 8 | 4 | 8 | 7 | 5 | 5 | 7 | 5  | 5  | 4  | 3  | 3  | 3  | 3  | 4  | 4  | 3  | 2  | 2  | 2  | 3  | 3  | 3  | 3  | 4  | 5  | 5  | 5  | 5  | 5  | 4  | 5  | 5  | 5  | 5  | 6  |

Legenda:

Luogo: C = Casa; T = Trasferta. Risultato: V = Vittoria; N = Pareggio; P = Sconfitta.

### Statistiche dei giocatori
| Giocatore      | 2. Bundesliga | 2. Bundesliga | 2. Bundesliga | 2. Bundesliga | Coppa di Germania | Coppa di Germania | Coppa di Germania | Coppa di Germania | Totale   | Totale | Totale      | Totale     |
| Giocatore      | Presenze      | Reti          | Ammonizioni   | Espulsioni    | Presenze          | Reti              | Ammonizioni       | Espulsioni        | Presenze | Reti   | Ammonizioni | Espulsioni |
| -------------- | ------------- | ------------- | ------------- | ------------- | ----------------- | ----------------- | ----------------- | ----------------- | -------- | ------ | ----------- | ---------- |
| N. Buschlinger | 32            | 0             | 2             | 0             | 3                 | 0                 | 0                 | 0                 | 35       | 0      | 2           | 0          |
| N. Dörmann     | 28            | 3             | 5             | 0             | 3                 | 0                 | 0                 | 0                 | 31       | 3      | 5           | 0          |
| F. Frenken     | 37            | 3             | 5             | 0             | 2                 | 0                 | 1                 | 0                 | 39       | 3      | 6           | 0          |
| D. Grabotin    | 34            | 2             | 11            | 0             | 3                 | 0                 | 0                 | 0                 | 37       | 2      | 11          | 0          |
| R. Grünther    | 34            | 2             | 4             | 1             | 3                 | 0                 | 2                 | 0                 | 37       | 2      | 6           | 1          |
| B. Hensel      | 2             | 0             | 0             | 0             | 0                 | 0                 | 0                 | 0                 | 2        | 0      | 0           | 0          |
| M. Jansen      | 27            | 0             | 1             | 0             | 2                 | 0                 | 0                 | 0                 | 29       | 0      | 1           | 0          |
| J. Kau         | 5             | 0             | 0             | 0             | 0                 | 0                 | 0                 | 0                 | 5        | 0      | 0           | 0          |
| J. Koitka      | 34            | 0             | 1             | 1             | 3                 | 0                 | 0                 | 0                 | 37       | 0      | 1           | 1          |
| T. Krisp       | 36            | 1             | 3             | 0             | 3                 | 0                 | 0                 | 0                 | 39       | 1      | 3           | 0          |
| R. Kroll       | 6             | 0             | 0             | 0             | 0                 | 0                 | 0                 | 0                 | 6        | 0      | 0           | 0          |
| J. Metze       | 4             | 0             | 0             | 0             | 1                 | 0                 | 0                 | 0                 | 5        | 0      | 0           | 0          |
| J. Montanes    | 19            | 1             | 2             | 1             | 1                 | 0                 | 0                 | 0                 | 20       | 1      | 2           | 1          |
| J. Nelles      | 0             | 0             | 0             | 0             | 0                 | 0                 | 0                 | 0                 | 0        | 0      | 0           | 0          |
| H. Neumann     | 3             | 0             | 0             | 0             | 0                 | 0                 | 0                 | 0                 | 3        | 0      | 0           | 0          |
| J. Nobis       | 4             | 0             | 2             | 0             | 0                 | 0                 | 0                 | 0                 | 4        | 0      | 2           | 0          |
| B. Olck        | 38            | 4             | 3             | 0             | 3                 | 0                 | 0                 | 0                 | 41       | 4      | 3           | 0          |
| D. Poqué       | 34            | 2             | 0             | 0             | 3                 | 0                 | 0                 | 0                 | 37       | 2      | 0           | 0          |
| H. Rombach     | 37            | 19            | 7             | 0             | 3                 | 1                 | 1                 | 0                 | 40       | 20     | 8           | 0          |
| H. Schütt      | 2             | 0             | 0             | 0             | 0                 | 0                 | 0                 | 0                 | 2        | 0      | 0           | 0          |
| F. Sturm       | 19            | 1             | 4             | 0             | 1                 | 0                 | 0                 | 0                 | 20       | 1      | 4           | 0          |
| W. Thomas      | 12            | 4             | 3             | 0             | 2                 | 1                 | 0                 | 0                 | 14       | 5      | 3           | 0          |
| A. Wolf        | 34            | 4             | 4             | 0             | 3                 | 0                 | 0                 | 0                 | 37       | 4      | 4           | 0          |